# Wen Pei Fang
Fang Wen-Pei (translitera del 方文培) (1899-1983) fue un botánico chino, un especialista en rododendros y en la familia Aceraceae.
Trabajó en el "Instituto de Botánica", de la Academia China de las Ciencias, luego de graduarse por la Universidad del Sudeste, Nankín, China. En 1934, Fang profundizó sus estudios en la Universidad de Edimburgo, recibiendo su PhD en 1937. Ese mismo año, retornó a China, y fue profesor de biología en la Universidad de Sichuan hasta su deceso.
En su larga vida de investigación, identificó más de 250 nuevas especies de plantas, en las que nombró más de 100, publicó ocho monografías y 50 documentos.

## Algunas publicaciones
- wen pei Fang. 1948. A new species of Rhododendron from Kwangtung. Ed. Botanical Institute, College of Science, Sun Yatsen Univ. 2 pp.

### Libros
- wen pei Fang, che yun Chang. 1983a. Flora Reipublicae Popularis Sinicae: Angiospermae Dicotyledoneae. Vol. 52 de Flora Reipublicae Popularis Sinicae. Ed. Science Press, 192 pp.

- ---------------, ----------------. 1983b. Angiospermae Dicotyledoneae: Elaeagnaceae, Lythraceae, Sonneratiaceae, Crypteroniaceae, Punicaceae, Lecythidaceae, Rhizophoraceae, Nyssaceae, Alangiaceae. Vol. 52 de Flora Reipublicae Popularis Sinicae. Editor Science Press, 192 pp.

- ---------------. 1982. Study on the genus Rhododendron (1). Vol. 2 de Chih wu yen chiu. 23 pp.

- ---------------, shih-ying Pao. 1981a. Angiospermae Dicotyledoneae: Hippocrateaceae, Salvadoraceae, Staphyleaceae, Icacinaceae, Aceraceae, Hippocastanaceae. Volumen 46 de Flora Reipublicae Popularis Sinicae. Ed. Kexue Chubanshe, 315 pp.

- ---------------, ----------------, hsuan Chuang, ting-zhi Hsu. 1981b. Flora reipublicae popularis Sinicae delectis florae reipublicae popularis Sinicae agenda academiae Sinicae edita: Tom 46. Angiospermae. Dicotyledoneae. Hippocrateaceae, Salvadoraceae, Staphyleacea, Icacinaceae, Aceraceae, Hippocastanaceae. Volumen 46 de Flora reipublicae popularis Sinicae. Ed. Science Press, 315 pp.

- ---------------. 1981c. Flora Sichuanica: (Spermatophyta). Vol. 1. Ed. Wen-pei Fang. 509 pp.

- ---------------. 1980. Szu-ch'uan chih-pei: Szu-ch'uan chih-pei hsieh-tso tsu. Ed. Hua-hsi-pa, 465 pp.

- ---------------. 1959. Notes on Dendrobenthamia. Ed. Shiu-ying Hu, 15 pp.

- ---------------. 1956. Primulas collected from Szechuan in recent expeditions. 65 pp.

- ---------------. 1947. Commemoration volume in commemoration of Dr. Fang Wen-Pei's ten years service in the National Szechwan University. Ed. Commemoration Committee of Friends of Dr. Fang Wenbei in the National Szechwan Univ. 32 pp.

- ---------------. 1945. Icones plantarum omeiensium. Vol. 2, n.º 1 y 2. Ed. National Szechuan Univ.

- ---------------. 1940. Revisio taxorum Aceracearum sinicarum. 51 pp.

- ---------------. 1932. Preliminary notes on Chinese Aceraceae. Ed. Science Society of China, 47 pp.

## Honores
Fue honrado como "uno de los más distinguidos botánicos de China".

### Epónimos
- (Aquifoliaceae) Ilex fangii (Rehder) S.Y.Hu[1]

- (Aspleniaceae) Asplenium fangii Ching[2]

- (Asteraceae) Cirsium fangii Petr.[3]

- (Begoniaceae) Begonia fangii Y.M.Shui & C.I Peng[4]

- (Berberidaceae) Epimedium fangii Stearn[5]

- (Campanulaceae) Lobelia fangiana (E.Wimm.) S.Y.Hu[6]

- (Caprifoliaceae) Lonicera fangii S.S.Chien[7]

- (Corylaceae) Carpinus fangiana Hu[8]

- (Dryopteridaceae) Dryopteris fangii Ching, Fraser-Jenk. & Z.R.Wang[9]

- (Fagaceae) Lithocarpus fangii (Hu & Cheng) C.C.Huang & Y.T.Chang[10]

- (Geraniaceae) Geranium fangii R.Knuth[11]

- (Gesneriaceae) Chirita fangii W.T.Wang[12]

- (Gesneriaceae) Petrocodon fangianus (Y.G.Wei) J.M.Li & Yin Z.Wang[13]

- (Lamiaceae) Rabdosia fangii (Y.Z.Sun) Hara[14]

- (Onagraceae) Epilobium fangii C.J.Chen, Hoch & P.H.Raven[15]

- (Orchidaceae) Listera fangii Tang & F.T.Wang ex S.C.Chen & G.H.Zhu[16]

- (Poaceae) Bashania fangiana (A.Camus) Keng f. & T.H.Wen[17]

- (Primulaceae) Primula fangii F.H.Chen & C.M.Hu[18]

- (Rosaceae) Cotoneaster fangianus T.T.Yu[19]

- (Salicaceae) Pleiarina fangiana (N.Chao & Z.Y.Wang) N.Chao & G.T.Gong[20]

- (Scrophulariaceae) Euphrasia fangii H.L.Li[21]

- (Theaceae) Eurya fangii Rehder[22]

- (Woodsiaceae) Athyrium fangii Ching[23]

- La abreviatura «W.P.Fang» se emplea para indicar a Wen Pei Fang como autoridad en la descripción y clasificación científica de los vegetales.[24]